# Сентябрь 2015 года

Список событий сентября 2015 года.

## События
- 1 сентября
  - Представители ООН обнародовали спутниковые фотографии, которые свидетельствуют о том, что древний храм Бэла в сирийской Пальмире был разрушен боевиками группировки «Исламское государство»[1].
  - Объявлено о грядущей покупке авиакомпании Трансаэро «Аэрофлотом»[2].
  - В России вступил в силу закон «О персональных данных», в соответствии с которым работа с персональными данными россиян должна производиться с использованием баз данных, находящихся на территории РФ[3].
  - Пограничное управление ФСБ по Ростовской области опубликовало на сайте госзакупок тендер на строительство оградительного забора на российско-украинской границе в районе Ростовской области. Работы планируется завершить к 1 декабря 2015 года[4].
- 2 сентября
  - Министр иностранных дел Йемена Рияд Ясин подтвердил, что на территорию Йемена введены наземные войска Саудовской Аравии и ОАЭ[5].
  - Ракета-носитель «Союз-ФГ» с транспортным пилотируемым кораблем Союз ТМА-18М стартовала с космодрома Байконур с экипажем в составе Сергея Волкова, Андреаса Могенсена и Айдына Аимбетова[6].
  - Начал работу 72-й Венецианский кинофестиваль[7].
- 3 сентября
  - Суд Гватемалы выдал ордер на арест президента страны Отто Переса Молины, обвиняемого в создании коррупционной сети[8].
  - Во Владивостоке (Россия) начал работу трёхдневный Восточный экономический форум[9].
  - Индийский ударный вертолёт HAL LCH испытали в горах[10][11].
- 4 сентября
  - Специализированный межрайонный экономический суд Алма-Аты вынес постановление о ликвидации Коммунистической партии Казахстана[12].
  - В результате ракетного удара хуситов наземные войска ОАЭ понесли тяжелейшие потери за всю историю существования, безвозвратно потеряв 45 военнослужащих. Также погибли 5 солдат Бахрейна[13].
  - Группа вооружённых людей совершила нападение на отделение МВД таджикского города Вахдат, после чего был атакован центральный аппарат Министерства обороны Таджикистана, где злоумышленники захватили большое количество оружия и боеприпасов. Власти республики объявили нападавших террористами, сообщив, что во главе группировки стоит генерал-майор Абдухалим Назарзода, бывший замминистра обороны страны[14].
- 6 сентября
  - Президентские и парламентские выборы в Гватемале[15].
  - В столице Молдавии Кишинёве, на площади Великого Национального собрания началась акция протеста собравшая десятки тысяч человек. Митинг протеста против действующей власти организован гражданской платформой «DА»[16].
- 7 сентября
  - Депутат Народного совета самопровозглашённой Донецкой Народной Республики Эллада Шафтнер заявила, что бывший спикер парламента ДНР Андрей Пургин находится под арестом[17].
  - На региональных выборах в Марокко победу одержала правящая партия[18].
  - В Лас-Вегасе (США) стартовал чемпионат мира по борьбе[19].
- 8 сентября
  - Турецкие сухопутные войска вторглись в Ирак c краткосрочной операцией против боевиков Рабочей партии Курдистана[20].
- 9 сентября
  - Роскомнадзор заблокировал ряд порнографических сайтов в России[21].
- 10 сентября
  - Ливни вызвали наводнение в Японии. Эвакуировано более 100 тысяч человек. 8 человек пропали без вести[22].
  - Американский предприниматель Джон Макафи, создавший компьютерный антивирус McAfee, подал документы для участия в выборах президента США в 2016 году[23].
- 11 сентября
  - Более 107 человек погибли в результате падения строительного крана на мечеть аль-Харам в городе Мекка, находящемся в Саудовской Аравии. Строительными работами занималась компания Saudi Binladin Group[24].
- 12 сентября
  - Первый в истории кино полнометражный фантастический боевик российского производства Хардкор, полностью снятый от первого лица режиссёром Ильей Найшуллером, был представлен на Международном фестивале в Торонто[25].
  - Сборная России по спортивной борьбе стала первой в общекомандном зачёте на чемпионате мира 2015 года в Лас-Вегасе[26].
- 13 сентября
  - В России прошёл единый день голосования[27].
- 15 сентября
  - В Душанбе начал работу саммит ОДКБ[28].
  - На острове Кюсю (Япония) началось извержение вулкана Асо[29].
- 16 сентября
  - Землетрясение в Чили[англ.][30]. Погибли по меньшей мере 13 человек[31].
  - В ходе военного переворота арестованы и. о. президента Буркина-Фасо Мишель Кафандо и все члены правительства вместе с премьер-министром Исааком Зиды[32].
- 18 сентября
  - В Ереване открыли филиал МГУ имени Ломоносова[33].
- 19 сентября
  - Президент Египта привел к присяге новое правительство[34].
  - Глава Республики Коми, Вячеслав Гайзер задержан по подозрению в организации преступного сообщества[35][36][37]. При обыске у него в кабинете обнаружены документы на офшорные компании[38].
  - В верхней палате парламента Японии утверждён закон, впервые после окончания Второй мировой войны дающий право Силам самообороны Японии участвовать в военных действиях за рубежом[39].
- 20 сентября
  - Внеочередные парламентские выборы в Греции[40]. Победу одержала бывшая правящая партия СИРИЗА[41].
  - Церемония вручения телевизионной премии «Эмми» прошла в Лос-Анджелесе, абсолютным лидером по числу наград стал телеканал HBO, получивший 43 статуэтки. Впервые статуэтку за «Лучшую женскую роль в драматическом телесериале» получила чернокожая актриса Виола Дэвис за роль в сериале «Как избежать наказания за убийство»[42].
  - В Непале приняли новую конституцию[43].
  - Apple Store подвергся первой крупной кибератаке[44].
- 21 сентября
  - В московском метро открылась станция метро «Котельники», первая станция, выходы которой находятся сразу в трёх населённых пунктах (Выхино, Жулебино, Люберцы)[45].
- 22 сентября
  - В результате взрыва бытового газа в Омске обрушились перекрытия жилого дома[46]. Один человек погиб, 6 человек ранены[47].
  - В Калифорнии разбился палубный истребитель F-18[48].
- 23 сентября
  - В Москве после реконструкции открылась Московская соборная мечеть[49].
  - Суд в США признал песню Happy Birthday to You общественным достоянием[50].
  - Генеральный директор Volkswagen Мартин Винтеркорн объявил об отставке в связи с экологическим скандалом вокруг автопроизводителя[51].
  - Смещённое правительство Исаака Зиды и и. о. президента Буркина-Фасо Мишель Кафандо вернулись к власти[52].
- 24 сентября
  - В результате давки в долине Мина близ Мекки (Саудовская Аравия) погибли 717 исламских паломников, 863 человека пострадали[53].
  - В Сане (Йемен) произошёл теракт. Погибли 29 человек[54].
- 25 сентября
  - 25—26 сентября — проведение всемирной акции театрализованных онлайн-чтений «Чехов жив»[55].
  - В Индонезии произошло землетрясение. Пострадали 62 человека[56].
  - Британской актрисе Эмили Уотсон вручена почётная награда «Доностия»[англ.] за вклад в кинематограф на кинофестивале в Сан-Себастьяне[57].
  - Министр спорта Японии Хакубун Симомура подал в отставку, взяв на себя ответственность за задержку проекта строительства стадиона к токийской Олимпиаде 2020 года[58].
- 26 сентября
  - Действующий президент Боливии Эво Моралес получил возможность переизбраться на новый срок, закон о соответствующих поправках в конституцию был принят парламентом страны[59].
- 27 сентября
  - Крупнейший за шесть лет митинг в Тольятти, против сокращений на АвтоВАЗе и смежных предприятиях[60].
- 28 сентября
  - Президент России Владимир Путин впервые со времени своего переизбрания посетил США, выступив в рамках юбилейной 70-й Генеральной Ассамблеи ООН, вместе с генсеком ООН Пан Ги Муном, президентом США Бараком Обамой, лидером КНР Си Цзиньпином и главами других государств[61].
  - Данные межпланетной станции Mars Reconnaissance Orbiter подтвердили, что наблюдаемые на Марсе «повторяющиеся удлинённые структуры[англ.]» появляются благодаря солёной воде в жидком состоянии[62].
  - Индийская организация космических исследований запустила «Astrosat», первый астрономический спутник Индии[63].
- 29 сентября
  - В Афганистане началась операция по освобождению города Кундуз на севере страны от боевиков движения «Талибан»[64].
  - Росавиация направила авиакомпаниям Украины уведомления о запрете полётов в РФ с 25 октября в ответ на аналогичные ограничения для российских компаний, говорится в сообщении ведомства[65].
- 30 сентября
  - Совет Федерации разрешил использовать Вооружённые силы России в Сирии[66].
  - Россия нанесла первый авиаудар по позициям ИГ в Сирии[67].
  - На юге Китая в уезде Лючэн прогремели семнадцать взрывов. Два человека числятся пропавшими без вести, погибли 7 человек, пострадал 51 человек[68].